# Raffaello Leonardo
Raffaello Leonardo (Napoli, 1º maggio 1973) è un canottiere italiano.
Come componente dell'equipaggio del quattro senza italiano, ha vinto due campionati del mondo e la medaglia di bronzo alle Olimpiadi di Atene 2004, in equipaggio con Lorenzo Porzio, Dario Dentale e Luca Agamennoni.
Cresciuto agonisticamente presso il Circolo Nautico Posillipo (fucina di tanti campioni in svariate discipline, tra cui molti componenti del Settebello che vinse le Olimpiadi di Barcellona 1992) di Napoli, ha partecipato più volte ai Giochi Olimpici (Barcellona 1992, Atlanta 1996, Sydney 2000, Atene 2004 e Pechino 2008) in varie imbarcazioni, ma senza mai arrivare alla medaglia, finalmente vinta alle Olimpiadi di Atene. 
È  commentatore tecnico della Rai, al fianco della prima voce Marco Lollobrigida, ai Giochi Olimpici di Londra.

## Palmarès
- Olimpiadi

Atene 2004: bronzo nel 4 senza.
- Campionati del mondo di canottaggio
  - 1994 - Indianapolis: oro nel 4 senza
  - 1995 - Tampere: oro nel 4 senza
  - 2002 - Siviglia: bronzo nel 4 senza.
  - 2005 - Kaizu: argento nell'8 con.